# Tegillarca nodifera
Tegillarca nodifera is een tweekleppigensoort uit de familie van de Arcidae. De wetenschappelijke naam van de soort is voor het eerst geldig gepubliceerd in 1860 door Martens.